# Bouchain
Bouchain är en kommun i departementet Nord i regionen Hauts-de-France i norra Frankrike. Kommunen ligger i kantonen Bouchain som tillhör arrondissementet Valenciennes. År 2022 hade Bouchain 4 054 invånare.

## Befolkningsutveckling
Antalet invånare i kommunen Bouchain
| Referens: INSEE |